# Tecnologia Oxalor
La tecnologia Oxalor è una tecnologia di stabilizzazione chimica dei RUR (Rifiuti Urbani Residui) da destinare allo smaltimento in discarica.

## Meccanismo
Il trattamento consiste in una reazione di stabilizzazione chimica tra la frazione organica dei rifiuti (che possono essere costituiti da RUR, frazione organica selezionata, fanghi di depurazione o residui dell'industria agro alimentare) e un reagente di origine naturale composto da ossido di calcio, idrato di calcio, sostanze organiche e acqua.
La reazione innescata dal contatto tra la miscela reagente e la sostanza organica dei rifiuti dà luogo a:
- una riduzione dell'umidità per evaporazione, a causa dell'innalzamento della temperatura associato al processo esotermico
- l'igienizzazione della massa organica, conseguente all'innalzamento dei valori della temperatura e del pH (superiori a 12), con rimozione dei microrganismi patogeni.

Nel corso della reazione di idratazione dell'ossido di calcio si sviluppano vapori di ammoniaca che viene catturata mediante un sistema di aspirazione e ricircolata nel processo.
La durata del trattamento è di circa 2,5 ore.
La parte inorganica dei rifiuti viene separata meccanicamente.

## Applicazioni
È una tecnologia di stabilizzazione chimica messa a punto in Francia dove è stato brevettata nel 2002.
Il trattamento ha dato il proprio nome anche al prodotto finale identificato come “Oxyom” e “Oxyob” in funzione della tipologia di rifiuti trattati, costituiti rispettivamente da RUR in un caso e fanghi di depurazione o scarti di attività agricola. Secondo quanto dichiarato dai proponenti i prodotti ottenuti, trovano impiego come ammendante in agricoltura.
La tecnologia Oxalor è stata sviluppata al livello di singola unità di trattamento da inserire in impianti di discarica. Tra le realizzazioni finora operative si può citare il caso dell'impianto dimostrativo realizzato a Lezay (F) nel 2002 e di un impianto in corso di realizzazione, sempre in Francia, della capacità di 120.000 t/a.
La tecnologia Oxalor presenta aspetti molto simili alla Tecnologia Matrix, per cui si possono ritenere valide le considerazioni per essa formulate.
Nel caso specifico suscita inoltre qualche perplessità il possibile impiego in agricoltura, dichiarato dal proponente, come ammendante del prodotto stabilizzato ottenuto, soprattutto nel caso di trattamento di RUR.